# Pixie et Dixie et Mr. Jinks
 (mai 2015).
Si vous disposez d'ouvrages ou d'articles de référence ou si vous connaissez des sites web de qualité traitant du thème abordé ici, merci de compléter l'article en donnant les références utiles à sa vérifiabilité et en les liant à la section « Notes et références ».
Roquet belles oreilles Yogi l'ours
Pixie et Dixie et Mr. Jinks (Pixie, Dixie and Mr. Jinks) est une série d'animation américaine en 57 épisodes de 7 minutes, éditée et produite par les studios Hanna-Barbera, et diffusée entre le 2 octobre 1958 et le 13 octobre 1961 en syndication, en conjonction avec des épisodes de Roquet belles oreilles et Yogi l'ours.

## Synopsis
Pixie et Dixie, deux souris, sont sans cesse importunées par M. Jinks, un chat qui essaie de les attraper.

## Personnages
- Pixie : une souris grise. Trois poils noirs sur la tête. Il a un nœud bleu rond.

- Dixie : une autre souris grise. Frange sur la tête. Joues au visage. Il a un gilet rouge.

- M. Jinks ou Jules : un chat orange foncé. Avec un nœud papillon bleu. On dirait un peu crêpé sur le front. Mains et pieds blancs.

## Épisodes

### Première saison (1958-1959)
1. Cousin Tex (Cousin Tex)
2. Le Judo de Jack (Judo Jack)
3. Les Pièges à Jules (Kit Kat Kit)
4. Les Appareils de Jinks (Jinks' Mice Device)
5. Le Pirate (Pistol Packin' Pirate)
6. Un chien effrayant (Scaredycat Dog)
7. Petit oiseau-souris (Little Bird Mouse)
8. Le Patron... c'est Jules (Jiggers… It´s Jinks !)
9. Le Fantôme (The Ghost whit the Most)
10. L'As de l'espace (The Ace of the Space)
11. Le Fils de Jinks (Jinks Junior)
12. Jinks le majordome (Jinks The Butler)
13. Le Tapis volant de Jinks (Jinks The Flying Carpet)
14. Marionnettes (Puppet Pals)
15. La Marque de la souris (Mark Of The Mouse)
16. Jinks le minuscule (Dinky Jinks)
17. Hypnotisé (Hypnotize Surpise)
18. Soin au Jinks (Nice Mice)
19. Le Caniche du roi (King-Size Poodle)
20. La Sieste (Cat-Nap Cat)
21. Deux souris se battent (Mouse-Nappers)
22. L'Enfant boxeur (Boxing Buddy)

### Deuxième saison (1959)
1. Désagréable minimum (Sour Puss)
2. Robot rapide (Rapid Robot)
3. Comment faire pour se débarrasser de Jules ? (Hi-Fido)
4. Amis ou ennemis (Batty Bat)
5. Le Combat de coqs (Mighty Mite)
6. Chat avec le cerveau d'oiseau (Bird Brained Cat)
7. Souris louées (Lend-Lease Meece)
8. Une bonne fée (A Good Good Fairy)
9. Aller-retour au ciel (Heavens to Jinsky)
10. La Fièvre de poisson rouge (Goldfish Fever)
11. Jinks l'agressif (Pushy Cat)
12. Chat à bord (Puss in Boats)

### Troisième saison (1960)
1. Voyage dans la lune (High Jinks)
2. Le Prix d'une souris (Price of Mice)
3. Jinks l'aristocratique (Plutocrat Cat)
4. Le Joueur de flûte (Pied Piper Pipe)
5. Woo pour deux (Woo Four Two)
6. L'Anniversaire de Jules (Party Peeper Jinks)
7. Désir de canard (A Wise Quack)
8. Le Missile (Missile Bound Cat)
9. La Semaine des souris (Kind To Meeces Week)
10. Équipe de Jinks (Crew Cat)
11. L'Argent (Jinksed Jinks)
12. La Lumière de Jules (Light Headed Cat)
13. La Location des souris (Mouse for Rent)

### Quatrième saison  (1961)
1. L'Ami de Jinks (Jinks' Jinx)
2. Héritier frais (Fresh Heir)
3. Une souris forte (Strong Mouse)
4. La Souris de l'Inde (Bombay Mouse)
5. Souris robot (Mouse Trapped)
6. Jinks le magicien (Magician Jinks)
7. Les Astronautes (Meece Missiles)
8. Jinks dans la rue (Homeless Jinks)
9. La Super puce (Home Flea)